# Leptospermum grandiflorum
Leptospermum grandiflorum là một loài thực vật có hoa trong Họ Đào kim nương. Loài này được Lodd. mô tả khoa học đầu tiên năm 1821.